# حشره‌خوار ذفار
 حشره‌خوار ذفار (نام علمی: Crocidura dhofarensis) نام یک گونه از سرده حشره‌خوارهای دندان‌سفید است.